# Lahsene Bouchikhi
Lahsene Bouchikhi (1 juni 1993) is een Belgische atleet, die gespecialiseerd is in de lange afstand. Hij veroverde twee Belgische titels.

## Biografie
Bouchikhi nam in 2015 deel aan de Europese kampioenschappen U23 in Tallinn. Hij werd zeventiende in de rechtstreekse finale van de 10.000 m. In 2019 werd hij 23e op de Europese kampioenschappen veldlopen in Lissabon. Met dat resultaat droeg hij bij tot de zilveren medaille in het landenklassment.
Bouchikhi debuteerde begin 2022 op de marathon. In Sevilla liep hij 2:10.22. Later dat jaar veroverde hij op de 10.000 m zijn eerste Belgische titel.
Lahsene Bouchikhi is de jongere broer van Soufiane Bouchikhi.

## Belgische kampioenschappen
Outdoor
| Onderdeel | Jaar |
| --------- | ---- |
| 10.000 m  | 2022 |
| 10 km     | 2022 |

## Persoonlijke records
| Onderdeel      | Prestatie | Datum           | Plaats     |
| -------------- | --------- | --------------- | ---------- |
| 5000 m         | 13.49,08  | 1 juni 2021     | Heusden    |
| 10.000 m       | 28.45,30  | 5 juni 2021     | Birmingham |
| 10km           | 28:24     | 8 november 2020 | Dresden    |
| halve marathon | 1:02.27   | 22 oktober 2023 | Valencia   |
| marathon       | 2:08.36   | 3 december 2023 | Valencia   |

## Palmares

### 5000 m
- 2020:  BK AC – 14.10,97

### 10.000 m
- 2015: 17e EK U23 in Tallinn  – 30.53,62
- 2022:  BK AC in Malmedy – 29.09,96

### 10 km
- 2022:  BK AC in Lokeren - 29.16

### halve marathon
- 2022: 7e halve marathon van Riga – 1:04.50

### marathon
- 2022: 22e marathon van Sevilla – 2:10.22

### veldlopen
- 2010: 57e EK U20 in Albufeira
- 2012: 86e EK U20 in Szentendre
- 2019: 23e EK U20 in Lissabon
- 2019:  landenklassement EK in Lissabon